# Thymus eriocalyx
Thymus eriocalyx là một loài thực vật có hoa trong họ Hoa môi. Loài này được (Ronniger) Jalas miêu tả khoa học đầu tiên năm 1982.